# 이냐시오 데 로욜라
로욜라의 성 이냐시오(라틴어: Sanctus Ignatius de Loyola, 1491년 10월 23일 ~ 1556년 7월 31일) 또는 이냐시오 데 로욜라(스페인어: Ignacio de Loyola)는 스페인 바스크 귀족 가문의 기사이자 (1537년 이후) 로마 가톨릭교회의 은수자이자 사제, 신학자이다. 또한 그는 예수회의 창립자이자 초대 총장이기도 하다. 이냐시오는 가톨릭 개혁 시기에 특출난 영적 지도자로 급부상하였다. 가톨릭교회에 대한 그의 충성은 가톨릭교회의 권위와 교계제도에 대한 절대적인 순명으로 특징지을 수 있다.

## 개요
1521년 팜플로나 전투에서 중상을 입은 그는 회복을 위해 병상에 누워서 치료하는 동안 여러 가지 교회서적을 탐독하면서 깊은 회심을 하게 되었다. 특히 작센의 루돌프가 쓴 《그리스도의 생애》를 읽고 그는 지금까지의 군인 생활을 청산하고 아시시의 성 프란치스코와 같은 위대한 영적 지도자의 본보기를 따라 여생을 하느님을 위한 일에 헌신하기로 다짐하였다. 1522년 3월 이냐시오가 몸을 추스르고나서 몬세라트의 성모 성당을 방문하였을 때, 성모 마리아와 아기 예수의 환시를 체험하였다. 이후 그는 고행의 복장을 하고 만레사에 있는 깊은 동굴 안에 들어가 머물면서 기도와 극기로 1년간의 세월을 보냈다. 또한 그는 고행과 문전걸식을 하며 가시 돋친 허리띠를 두르고 연일 단식을 하였다. 이와 같은 명상 생활을 하면서 만들어진 것이 바로 《영신수련》이다. 1523년 9월, 이냐시오는 성지 예루살렘을 방문하여 그곳에 머무르고자 하였으나, 당시 예루살렘 성소들을 관리하였던 프란치스코회원들이 받아들여주지 않아 하는 수 없이 유럽으로 돌아왔다.
1524년부터 1537년까지 이냐시오는 스페인과 파리에서 신학과 라틴어, 인문학 등의 공부에 전념하였다. 이냐시오와 그를 따르는 추종자들은 청빈과 순결, 순명을 맹세하며 결집하였다. 1539년 이들은 예수회를 조직하였으며, 1540년 교황 바오로 3세로부터 인가를 받았다. 1548년에는 이냐시오가 구성한 영신수련이 인가를 받았다. 이냐시오는 1556년 7월에 선종하였다. 1609년 교황 바오로 5세에 의해 시복되었으며, 1622년 교황 그레고리오 15세에 의해 시성되었다. 1922년 교황 비오 11세는 그를 영신수련과 피정자들의 수호성인으로 지정하였다. 이냐시오는 또한 군인들과 예수회원, 바스크 지방, 기푸스코아 주, 비스카야 주의 수호성인이기도 하다.

## 어린 시절

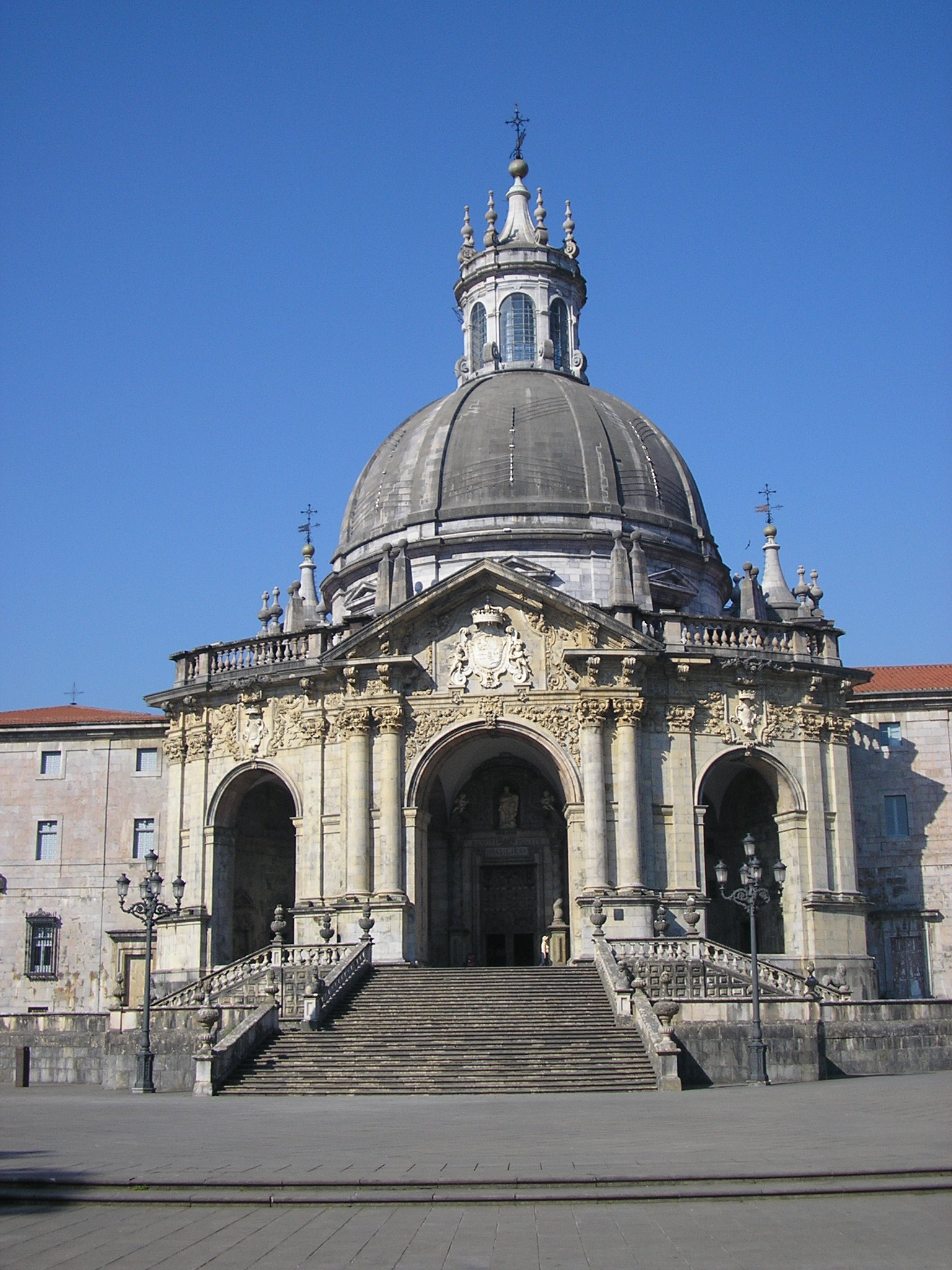
성 이냐시오가 태어난 곳에 세워진 로욜라 성당

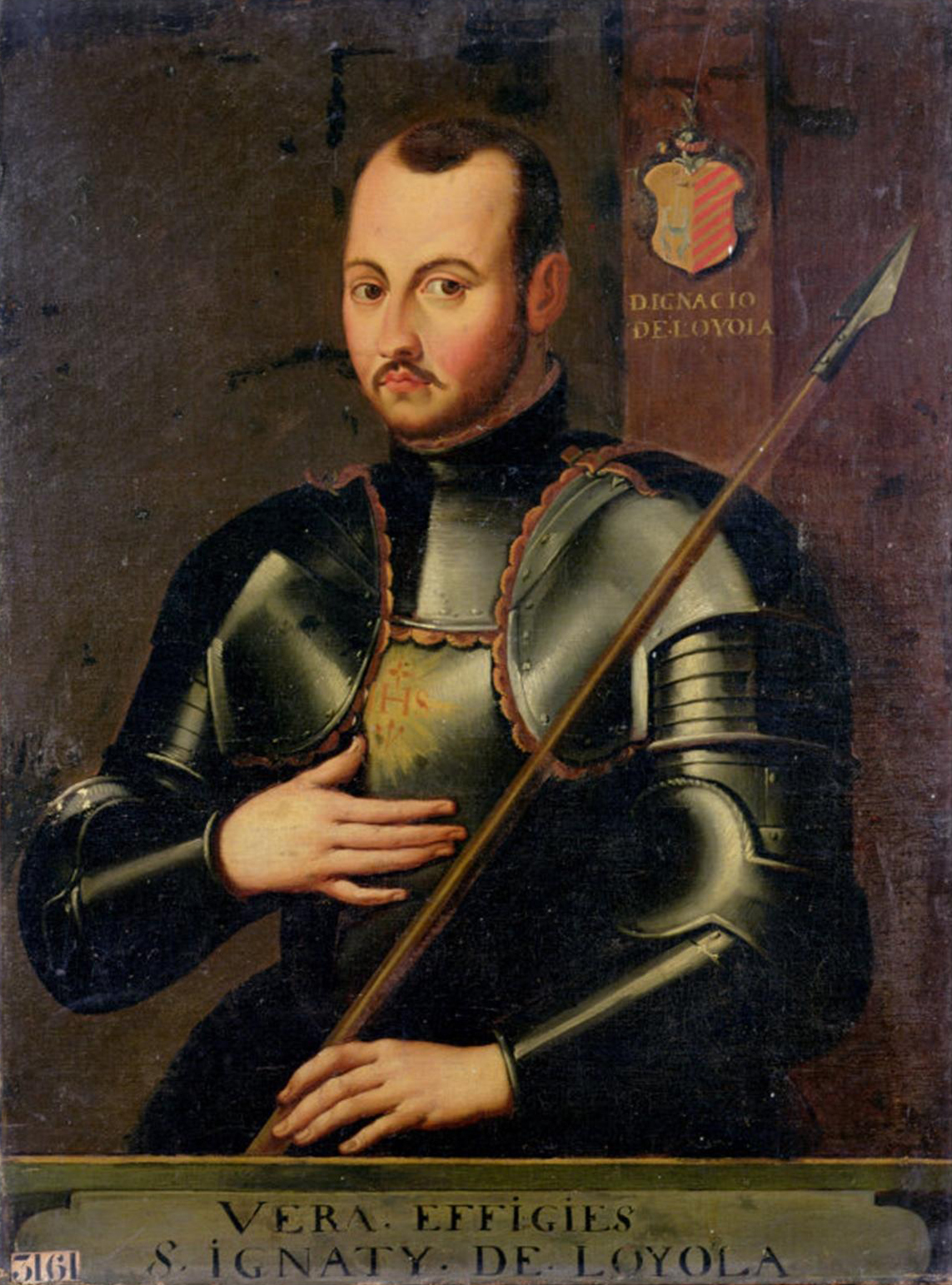
기사 시절에 검은색 갑주를 입은 성 이냐시오

이냐시오 또는 이니고 로페즈 데 로욜라(Íñigo López de Loyola)는 오늘날의 바스크에 해당하는 스페인 아즈페이티아의 로욜라 성에서 영주의 아들로 태어났다. 유아세례를 받은 그는 세례명으로 에네코(오나의 아빠스인 성 에네코)를 받았으며, 에네코를 중세 바스크어로 ‘이니고(Íñigo)’라고 하는데, 번역하면 ‘나의 귀염둥이’라는 뜻이다. 이냐시오라는 이름 뒤에 붙는 ‘데 로욜라’(de Loyola)는 그가 태어난 로욜라의 바스크 지역을 가리킨 것이다. 아버지 벨트랑 야네즈 데 오네즈 이 로욜라와 어머니 마리아 사인스 데 리코나 이 발다 사이에서 태어난 11남매 가운데 막내였던 이냐시오는 그의 나이 7세가 되던 해에 어머니를 여의었다. 어머니를 일찍 여읜 이냐시오는 마을 대장장이의 아내인 가린의 마리아에 의해 양육되었다. 이냐시오는 나중에 카스티야 왕국의 재무상(contador mayor) 벨라스케스 데 쿠에아르의 페이지(어린 시종)이 되어 그를 위해 봉사하였다.
신앙심이 두터웠던 벨트랑은 이냐시오가 장차 커서 성직자가 되기를 원했으나, 청년 시절의 이냐시오는 군사 훈련과 자신의 명성을 쌓아올리는 일에만 관심을 두고 있었다. 이 시기에 그는 엘 시드와 아서 왕 전설, 롤랑의 노래와 같은 무훈담에 깊이 심취해 있었다. 17세에 군대에 입대한 그는 몸에 딱 붙은 바지와 부츠를 입고, 허리춤에는 장검과 단검을 차고, 어깨에 달린 긴 망토를 휘날리며 거들먹거리면서 활보했다고 전해진다. 하루는 그리스도의 신성을 부인한 무어인과 마주친 그는 분개를 참지 못하고 그와 목숨을 건 결투를 벌인 끝에, 결국 그를 칼로 찔러 죽이게 되었다. 이후 그는 1521년에 회심할 때까지 다른 사람들과 빈번히 다툼을 벌이곤 하였다.
1509년, 이냐시오는 나헤라 공작 안토니오 데 라라와 나바라 총독의 군대에 자원 입대하였다. 그는 천부적인 외교적 수완과 뛰어난 지도력으로 나헤라 공작에게 큰 도움을 준 공로로 기사 작위를 받았다. 나헤라 공작의 지휘 아래 이냐시오는 부상 없이 많은 전투에 치렀다. 그러나 1521년 5월 20일 팜플로나 요새 공방전에서 프랑스군이 쏜 포탄에 맞아 한쪽 다리가 부러지는 중상을 입고 말았다. 부상의 정도가 너무 심했기 때문에 이냐시오는 결국 전쟁 도중에 로욜라 성으로 돌아갔다. 성으로 돌아간 그는 몇 차례 외과수술을 받았는데, 당시에는 아직 마취제가 없었기 때문에 수술 시간은 그에게 매우 고통스러운 시간이었다.
이냐시오는 성에 머물면서 휴식을 취하는 동안 작센의 루돌프가 40년에 걸쳐 완성한 《그리스도의 생애》(De Vita Christi)라는 책을 읽었다. 그는 이 책을 통해서 많은 영향을 받았고 결국 그의 삶을 바꾸는 계기가 되었다. 《그리스도의 생애》는 예수의 생애에 대한 내용을 담고 있으며, 복음서의 기록과 교회 교부들들의 저술과 가르침을 포함하고 있다. 루돌프는 특히 성 대 그레고리오와 성 바실리오, 성 아우구스티노, 베다 베네라빌리스 등의 주석을 많이 인용하였다. 책에서 루돌프는 예수가 탄생한 당시 상황을 시작적으로 상상해하며, 복음서에 등장하는 장면에 자신을 이입시킬 것을 독자에게 권하고 있다. 이는 훗날 이냐시오가 영신수련을 위해 시작한 관상 기도에 큰 영향을 주게 되었다.

## 회개와 종교적 삶

### 회심
1521년 병상에 누워 요양하는 동안 이냐시오는 이냐시오는 무료한 시간을 달래기 위해 기사들의 사랑을 다룬 소설을 읽고 싶었지만, 마땅한 책이 없어서 집어든 예수의 생애와 여러 성인의 행적을 담은 여러 서적을 차례로 열독한 것을 계기로 인생이 완전히 바뀌게 되었다. 지금까지 자기 자신을 위해 거칠게 살아왔던 그는 아시시의 프란치스코를 비롯한 여러 위대한 수도자들의 영웅적 행동을 따라, 앞으로는 오직 그리스도를 위해서 자기 자신을 절제하는 육체적 노동의 삶을 살겠다고 결심하였다. 그리하여 이냐시오는 그리스도에게 봉사하고자 하는 강렬한 충동을 느껴 성지 예루살렘에 가서 그리스도를 믿지 않는 이교도들을 선교하는 사업에 자신의 일생을 바치기로 결심하였다. 1522년 3월 25일 치료를 무사히 마친 그는 로욜라 성을 떠나 몬세라트의 베네딕토회 수도원(산타 마리아 데 몬세라트 수도원)을 찾아가 그곳의 고해사제와 약속을 정한 후, 사흘 동안 자신의 죄를 적어 총고해를 했다. 그리고 수도원 성당에 있는 성모상 앞에 자신의 칼과 갑주를 봉헌한 후, 무릎을 꿇고 밤새도록 기도하였다. 그리고 자신의 비단옷은 가난한 사람을 찾아가 그에게 주었다. 그리고 그는 순례자의 의복을 입고 수도원을 떠나 만레사로 가서 깊은 동굴 하나를 찾아 그곳에서 수개월 동안 기도와 극기로 세월을 보냈다. 1523년 이냐시오는 자기 극기와 희생의 방법으로 성지로의 순례를 떠났다. 그는 9월 3일부터 23일까지 잠시 머물렀으나 당시 이교도들의 횡포로 인한 안전상의 이유로 평생 거주하는 것은 허락되지 않았다. 12년 후, 이냐시오는 자신의 동지들과 함께 교황에게 가서 동지들을 예루살렘에 선교사로 파견해줄 것을 요청하였다.

### 신학 공부

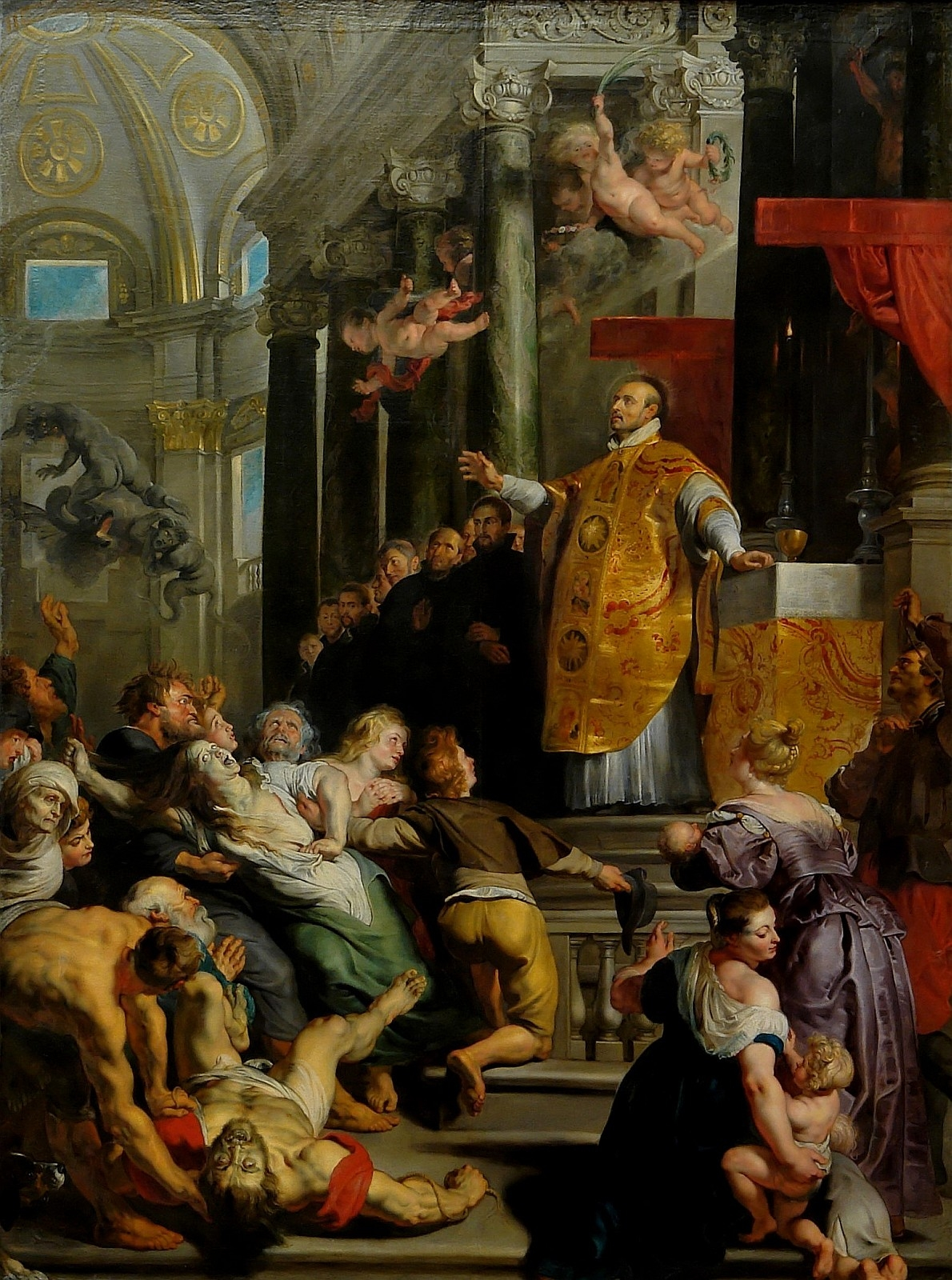
마귀를 몰아내는 성 이냐시오.

스페인에 돌아온 이냐시오는 자신이 다른 사람들을 돕기 위해서는 공부를 통해 자기 자신을 준비해야 한다는 것을 깨달았고 뒤늦게 공부를 시작했다. 그리하여 그는 남은 생의 3분의 1에 해당하는 11년을 학업 증진으로 보냈다. 33세의 나이에 고등학교에서 자기보다 한참 나이가 어린 학생들과 수학하던 이냐시오는 1526년 알칼라 대학교에 입학하여 철학을 공부할 수 있을 정도로 성적이 우수해졌다. 그는 자신이 만레사에서 체험한 영신수련을 다른 사람들과 나누고 싶었다. 그래서 그는 틈틈이 자신의 생각을 말하며, 특히 가난한 사람들과 어린이들에게 설교하고 교리를 가르쳤다. 그리고 철저한 고행도 하였다. 이 때문에 이냐시오는 많은 사람의 관심과 주목을 받게 되었으며, 당시 스페인 종교재판소의 경계대상이었던 계몽파 이단이라는 혐의가 씌워졌다. 그러나 그는 조금도 원망하지 않고 미소를 띠며 “저는 예수님을 위해서라면 얼마든지 결박되기를 원합니다. 이만한 것은 아무것도 아닙니다” 하고 대답했다고 한다. 결국 이냐시오 42일 동안 감옥에 투옥되어 전통적인 학생복을 착용할 것과 4년간 신앙에 대한 강론이나 영신수련을 하지 않는 조건으로 석방되었다. 사상과 양심의 자유를 억압하는 에스파냐 가톨릭 교회의 권위주의와 부딪힌 이냐시오는 1527년 말엽에 살라망카 대학교에 들어갔다. 그곳에서도 비슷한 혐의로 투옥당한 그는 결국 1528년 6월 스페인을 떠나 프랑스로 가서 파리 대학교에 들어가 신학 공부를 하였으며, 1534년 43세의 나이에 준박사학위를 취득하였다.

### 사제서품
1534년까지 이냐시오는 파리 대학교에서 프란치스코 하비에르, 알폰소 살메론, 디에고 라이네즈, 베드로 파브르 등 여섯 명의 동기와 친분을 맺고 그들을 영신수련을 통해 지도하였다. 나중에는 보르자 가문의 일원으로서 카를 5세 황제와 여러 귀족의 보좌관으로 근무한 프란치스코 보르자도 여기에 합류하였다. 1534년 8월 15일 아침, 이냐시오와 그의 동기 여섯 명은 파리의 몽마르트 성당 지하실에서 가난과 정결의 첫 서원을 했다. 1535년 4월 대학교를 졸업한 이냐시오는 파리를 떠나 1537년 46세의 나이로 사제 서품을 받았다.

### 건강악화
사제로 서품받은 이냐시오는 자신의 동지들과 함께 다시 한번 예루살렘에 가려고 했지만, 갑자기 건강이 악화되어 의사의 권유로 스페인으로 돌아와 1년간 요양하며 치료에 전담해야만 했다. 그렇게 자연스럽게 연기된 성지 순례 계획은 6주 후 그가 건강을 되찾으면서 다시 시도되었다. 1537년 1월 6일 이냐시오는 이탈리아의 베네치아로 가서 그곳에서 동지들을 불러놓고 예루살렘으로 떠나는 배를 타려고 하였다. 그러나 이번에는 튀르크족과의 전쟁 문제로 계획에 큰 차질이 생겼다. 결국 그들은 자신들의 성지 순례 계획을 1년 뒤로 미루기로 결정하고 이후 교황의 처분에 자신들을 맡기고자 하였다. 파브르를 포함한 몇몇 동지들은 사십일동안 예수의 수난을 묵상하며 부활을 준비하는 사순시기에 로마로 사제 서품을 받으러 떠났다. 그들은 성 요한 세례자의 축일에 가톨릭 사제로 서품되었다.

### 예수회 창설
1537년 겨울, 기다림이 끝나가는 그해에 교황에게 자신들의 순명을 서약하는 시간이 찾아왔다. 이냐시오는 교황을 알현하기 위해 파브르와 라이네즈와 함께 로마로 길을 떠났다. 로마로 가던 도중 라스토르타라는 마을의 경당에서 이냐시오는 특별한 환시를 체험하였다. 경당에서 그는 황홀한 탈혼 상태에 빠져 성부와 그의 옆에 성자 예수가 십자가를 짊어진 환시를 목격하였다. 예수는 이냐시오를 부드럽게 내려다보며 “로마에서 너에게 은혜를 베풀겠다.”(Ego vobis Romae propitius ero)라고 말하였다. 이 특별한 환시를 체험한 후, 이냐시오는 자신들의 단체를 ‘예수의 동반자’, 즉 예수회로 부르자고 제안하였다. 이는 창립자의 이름에 따라 수도회의 이름을 붙이던 중세의 전통, 즉 베네딕토회, 도미니코회, 프란치스코회라는 이름의 전례를 혁파한 것이었다. 예수가 이냐시오에게 한 말대로 로마에 도착하자 만사가 순조롭게 진행되었다. 이냐시오와 그의 일행은 당시 교황 바오로 3세에게 알현을 요청하였는데, 교황의 눈에 들어 쾌히 승낙을 얻고 열렬한 환영을 받았다. 그들은 자신들이 세울 수도회의 첫 회헌을 교황에게 제출하여 인가해줄 것을 요청하였다. 결국 그들의 회헌에 대한 약간의 수정이 가해진 후, 1540년 9월 27일 인가를 받았다. 이냐시오는 교황이 지시하면 무슨 일이든지 실천하며, 어느 곳에라도 갈 수 있는 기동성과 융통성을 가진 준비된 마음으로 예수 그리스도의 군사가 될 것이라고 선언하였다.

## 예수회 총장

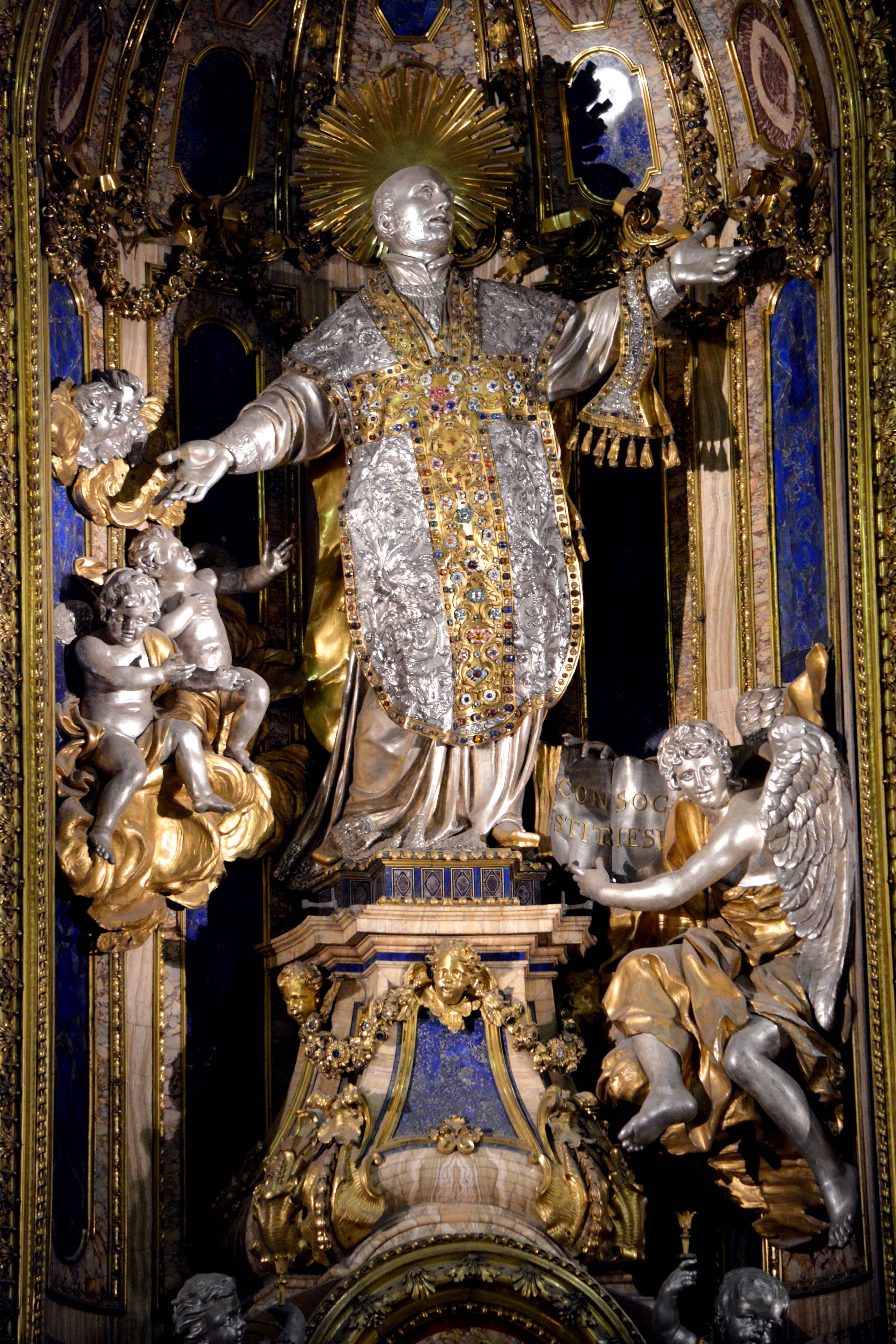
로마의 제수 성당에 있는 이냐시오 성인상

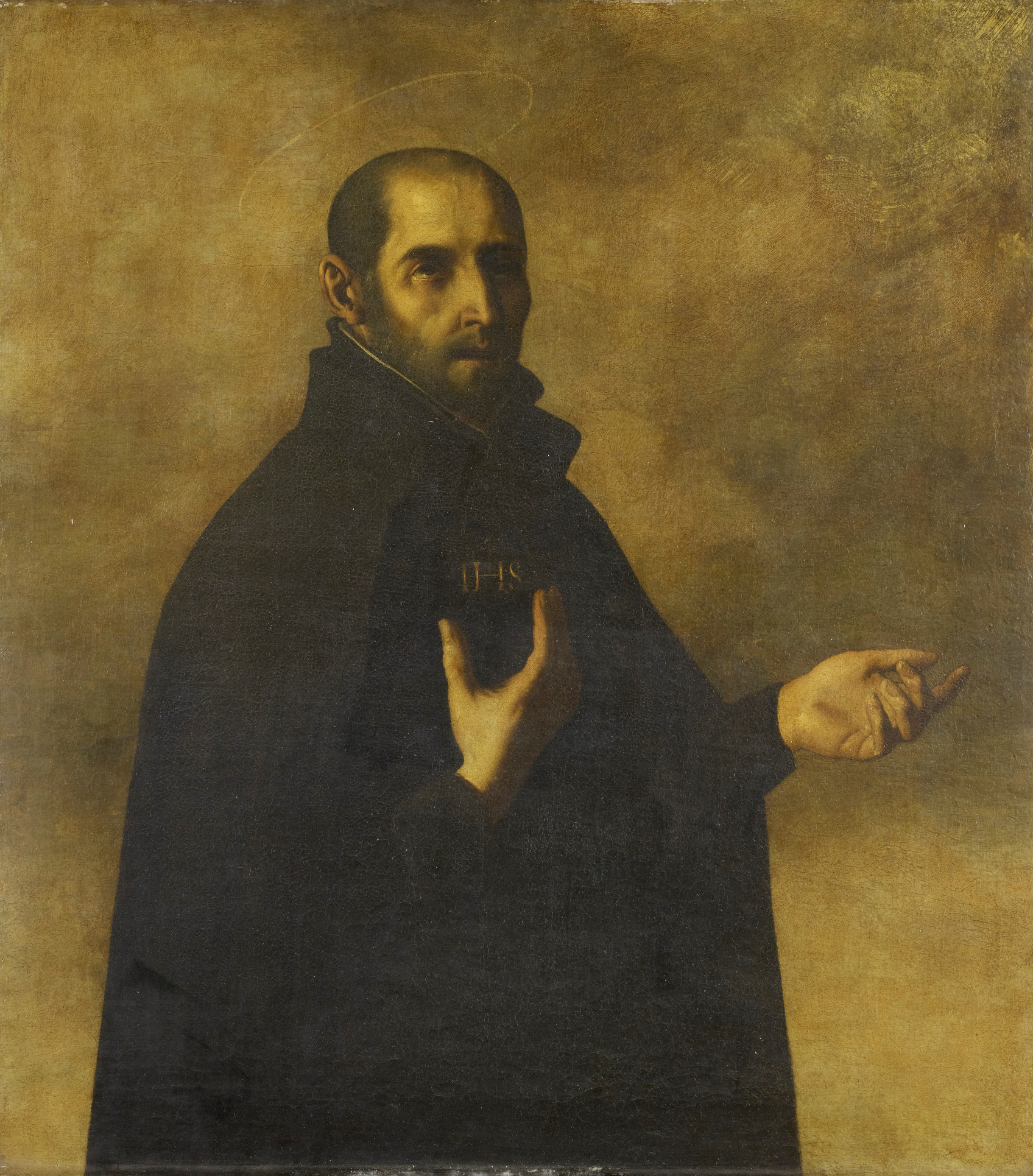
예수회 수도복을 입은 성 이냐시오

### 가톨릭 개혁
예수회의 주요 창립 멤버였던 이냐시오는 1541년 4월 8일 예수회의 초대 총장으로 선출되었으며, 포교 활동을 통해 교황에게 봉사하였다. 이냐시오는 영적 지도자로서 명성이 높았다. 그는 여생을 로마에서 보내며 개신교 종교 개혁에 대한 대응책으로 가톨릭 개혁을 정력적으로 촉진하였다. 그는 자신의 동료들을 유럽 전역에 선교사로 파견하여 학교와 신학교(Semitarium)를 세우도록 하였다. 카를 5세의 대사인 후안 데 베가는 로마에서 이냐시오를 만났다. 이냐시오와 예수회원들을 존경했던 베가는 시치리아 총독으로 부임하자 메시나에 예수회 신학교를 세울 수 있게 도움을 제공하였다. 그리하여 세워진 신학교는 입학생들이 붐비면서 성공을 거두었고, 대학원의 규율과 교육 방식은 이후 세워진 다른 신학교들로부터 좋은 본보기를 제공하였다. 1548년 이냐시오가 집필한 영신수련이 드디어 출판되었지만, 조사 차원에서 잠시 로마 종교 재판소에 잠시 수거되었다가 대중에게 공개되었다.

### 경건한 삶 자신에게 엄격하고, 이웃에게 너그럽게...
그의 생활은 극히 검소하고 엄격했다. 수면 시간은 3시간에 불과했으며, 많이 기도하고 고신극기하고 소박한 음식에 만족하며, 때로는 몇 개 구운 밤으로 식사를 때운 적도 있었다. 이처럼 자신에게 엄격했으나, 다른 사람에게 매우 관대하며 온순하고, 매우 사랑에 가득 찬 태도로 대했다. 동지에게도 항상 그러기를 권하고, 고행은 완덕에서 중요하지만 건강을 해칠 정도로 가혹하면 안 된다고 훈계했다. 그리고 자신을 아끼지 않고 남의 행복을 위해 일해야 된다는 것을 늘 생각하고 있었다. 그가 쓴 예수회 회칙은 1554년에 채택되었는데, 군주적 내지는 군사체계와 흡사하였다. 특히 교황과 수도회 총장에 대해 전적으로 복종할 것을 강조하였다. 그의 개인 생활 원칙인 ‘하느님의 더 큰 영광을 위하여’(Ad maiorem Dei gloriam)는 예수회의 모토가 되었다. 예수회는 가톨릭 개혁의 주요 요소가 되었다. 1553년부터 1555년 동안 이냐시오는 비서에게 자신의 인생 이야기를 받아쓰게 했다. 이 자서전은 그의 영신 수련을 이해하는데 중요한 열쇠가 되었다. 자서전은 약 150년 동안 기록보관소에 있다가 마침내 볼란디스트들 이 《성인 행전》(Acta Sanctorum)을 출판되면서 세상에 공개되었다. 이냐시오는 당시 로마에서 유행하였던 말라리아의 일종인 로마 열병에 걸려 1556년 7월 31일 로마에서 선종하였다.

## 시성
이냐시오는 1609년 7월 27일 교황 바오로 5세가 시복했으며, 1622년 3월 13일 교황 그레고리오 15세가 시성했다. 축일은 그가 선종한 날인 7월 31일로 지정했다. 이냐시오는 가톨릭 군인, 특히 필리핀 가톨릭 군종교구 수호성인으로 공경받고 있다. 그 밖에도 바스크 지방을 포함하여 모국인 스페인 여러 지역과 마을의 수호성인으로도 공경받고 있다.

## 같이 보기
- 예수회